# Ecuación de Hasegawa-Mima
En la física del plasma, la ecuación de Hasegawa-Mima, llamada así por Akira Hasegawa y Kunioki Mima, es una ecuación que describe un cierto régimen de  plasma, donde las escalas de tiempo son muy rápidas y la escala de distancia en la dirección del campo magnético es larga. En particular, la ecuación es útil para describir la turbulencia en algunos tokamaks. La ecuación fue introducida en el trabajo de Hasegawa y Mima presentado en 1977 a la Physics of Fluids, donde lo compararon con los resultados del tokamak ATC.

## Hipótesis
Las hipótesis que hacen los autores para deducir su ecuación son las siguientes:
- El campo magnético es lo suficientemente grande para que:

{\displaystyle {\frac {1}{\omega _{ci}}}{\frac {\partial }{\partial t}}\ll 1}
para todas las cantidades de interés. Cuando las partículas en el plasma se mueven a través de un campo magnético, giran en círculo alrededor del campo magnético. La  frecuencia, el estilo de visualización, conocido como la frecuencia ciclotrónica o girofrecuencia, es directamente proporcional al campo magnético.
- La densidad de partículas sigue la condición de cuasi neutralidad:

{\displaystyle n_{e}\approx Zn_{i}\,}
donde Z es el número de protones en los iones. Si estamos hablando de hidrógeno Z = 1, y n es el mismo para ambas especies. Esta condición es cierta siempre y cuando los electrones puedan proteger los campos eléctricos. Una nube de electrones rodeará cualquier carga con un radio aproximado conocido como Debye length. Por esa razón, esta aproximación significa que la escala de tamaño es mucho mayor que la longitud de Debye. La densidad de partículas de iones puede ser expresada por un término de primer orden que es la densidad definida por la ecuación de condición de cuasi-neutralidad, y un término de segundo orden que es cuánto difiere de la ecuación.
- La densidad de partículas de iones de primer orden es una función de la posición, pero no del tiempo. Esto significa que las perturbaciones de la densidad de partículas cambian a una escala de tiempo mucho más lenta que la escala de interés. La densidad de partículas de segundo orden que causa una densidad de carga y por lo tanto un potencial eléctrico puede cambiar con el tiempo.
- El campo magnético, "B" debe ser uniforme en el espacio, y no una función del tiempo. El campo magnético también se mueve a una escala de tiempo mucho más lenta que la escala de interés. Esto permite que la derivada de tiempo en la ecuación de equilibrio de momento sea descuidada.
- La temperatura del ion debe ser mucho menor que la temperatura del electrón. Esto significa que la presión iónica puede ser descuidada en la ecuación de equilibrio de momento iónico.
- Los electrones siguen un distribución de Boltzmann donde:

{\displaystyle n=n_{0}e^{e\phi /T_{e}}\,}
puesto que los electrones son libres de moverse a lo largo de la dirección del campo magnético, protegen los potenciales eléctricos. Este apantallamiento provoca la formación de una distribución de electrones de Boltzmann alrededor de los potenciales eléctricos.

## La ecuación
La ecuación de Hasegawa-Mima es una  ecuación diferencial parcial no lineal de segundo orden que describe el potencial eléctrico. La forma de la ecuación es:
{\displaystyle {\frac {\partial }{\partial t}}\left(\nabla ^{2}\phi -\phi \right)-\left[\left(\nabla \phi \times \mathbf {\hat {z}} \right)\cdot \nabla \right]\left[\nabla ^{2}\phi -\ln \left({\frac {n_{0}}{\omega _{ci}}}\right)\right]=0.}
Aunque la condición de casi neutralidad se mantiene, las pequeñas diferencias de densidad entre los electrones y los iones causan un potencial eléctrico.
La ecuación de Hasegawa-Mima se deriva de la ecuación de continuidad:
{\displaystyle {\frac {\partial n}{\partial t}}+\nabla \cdot (n\mathbf {v} )=0.}
La velocidad del fluido puede ser aproximada por la deriva de E x B:
{\displaystyle \mathbf {v_{E}} ={\frac {\mathbf {E} \times \mathbf {B} }{cB^{2}}}={\frac {-\nabla \phi \times \mathbf {\hat {z}} }{cB}}.}
Los modelos anteriores derivaron sus ecuaciones de esta aproximación. La divergencia de la derivada cruzada de E x B es cero, lo que mantiene el fluido incompresible. Sin embargo, la compresibilidad del fluido es muy importante para describir la evolución del sistema. Hasegawa y Mima argumentaron que la suposición era inválida. La ecuación de Hasegawa-Mima introduce un término de segundo orden para la velocidad del fluido conocido como deriva de polarización para encontrar la divergencia de la velocidad del fluido. Debido a la suposición de un gran campo magnético, la deriva de polarización es mucho menor que la deriva cruzada de E x B. Sin embargo, introduce una teoría física importante.
Para un fluido incompresible bidimensional que no es un plasma, las ecuaciones de Navier-Stokes quedan de la siguiente forma:
{\displaystyle {\frac {\partial }{\partial t}}\left(\nabla ^{2}\psi \right)-\left[\left(\nabla \psi \times \mathbf {\hat {z}} \right)\cdot \nabla \right]\nabla ^{2}\psi =0}
después de tomar el rizo de la ecuación de equilibrio de momentos. Esta ecuación es casi idéntica a la ecuación de Hasegawa-Mima excepto que el segundo y cuarto términos han desaparecido, y el potencial eléctrico es reemplazado por el potencial vectorial de velocidad del fluido donde:
{\displaystyle \mathbf {v} =-\nabla \psi \times \mathbf {\hat {z}} .}
Los términos primero y tercero de la ecuación de Hasegawa-Mima, que son los mismos que la ecuación de Navier Stokes, son los términos introducidos por la adición de la deriva de polarización. En el límite donde la longitud de onda de una perturbación del potencial eléctrico es mucho menor que el giroradio basado en la velocidad del sonido, las ecuaciones de Hasegawa-Mima se vuelven las mismas que las del fluido  incompresible bidimensional.

## Normalización
Una manera de entender una ecuación más plenamente es entender a qué está normalizada, lo que te da una idea de las escalas de interés. El tiempo, la posición y el potencial eléctrico se normalizan a t',x', y {\displaystyle \phi '}.
La escala de tiempo para la ecuación de Hasegawa-Mima es la girofrecuencia de  iones inversos:
{\displaystyle t'=\omega _{ci}t,\ \ \ \ \ \ \ \ \ \ \ \ \omega _{ci}={\frac {eZB}{m_{i}c}}.}
A partir de la suposición del gran campo magnético, el tiempo normalizado es muy pequeño. Sin embargo, todavía es lo suficientemente grande como para obtener información de él.
La escala de distancia es el giroradio basado en la velocidad del sonido:
{\displaystyle x'={\frac {x}{\rho _{s}}},\ \ \ \ \ \ \ \ \ \ \ \ \rho _{s}^{2}\equiv {\frac {T_{e}}{m_{i}\omega _{ci}^{2}}}.}
Si transformas a k-espacio, es claro que cuando k, el número de onda, es mucho mayor que uno, los términos que hacen que la ecuación Hasegawa-Mima difiera de la ecuación derivada de las Ecuaciones de Navier-Stokes en un flujo incompresible bidimensional se vuelven mucho más pequeños que el resto.